# (134419) Гипофой
(134419) Гипофой (лат. Hippothous) — троянский астероид Юпитера, двигающийся в точке Лагранжа L5, в 60° позади планеты. Астероид был открыт 28 июня 1998 года бельгийскими астрономом Эриком Эльстом в обсерватории Ла-Силья и назван в честь одного из участников Троянской войны.

Орбита астероида Гипофой и его положение в Солнечной системе